# Valtopina
Valtopina è un comune italiano di 1 279 abitanti della provincia di Perugia situato a ridosso del Monte Subasio lungo la valle del fiume Topino.

## Geografia fisica

### Territorio
- Classificazione climatica: zona E, 2162 GR/G

## Storia
Il territorio di Valtopina, per la sua collocazione geografica, è da millenni un naturale luogo di transito e le sue colline hanno offerto, già in epoca protostorica, sicurezza e benessere ai suoi abitanti. Sebbene sia stata individuata una significativa presenza di insediamenti preromani sulle alture che circondano il capoluogo, la storia della Valle del Topino può dirsi iniziata con la costruzione della via Flaminia (III sec. a. C.), di cui restano ancora interessanti reperti. La presenza dell’importante nodo di comunicazione a fondovalle ha infatti favorito l’insediamento sulle zone collinari circostanti, come è testimoniato dal ritrovamento dei resti di una villa rustica romana e dalla diffusione di toponimi con suffisso in –ano, come Gallano, Pasano, Caparrano, Balciano, Largnano, con cui i proprietari romani erano soliti denominare i loro poderi.
Tra X e XI secolo nel territorio sorsero vari castelli, i quali, insieme ai villaggi che gravitavano intorno ad essi, formarono una federazione detta Universitas Vallis Topini et Villae Balciani, costituita dai terzieri di Poggio, Santa Cristina, Gallano, Pasano, Serra e Balciano.
Il territorio della Valle del Topino, che secondo una ricognizione del 1235 risultava il doppio dell’attuale estensione comunale, era una viscontea del Ducato di Spoleto e godeva quindi di un’amministrazione autonoma. Il visconte, la cui carica era temporanea, risiedeva nel castello del Poggio, dove si riuniva anche il consiglio generale dei capifamiglia. Nel corso del 1200, alterne vicende politiche privarono la Universitas di gran parte dei territori di sua pertinenza, finché nel 1282 i rappresentanti della Comunità decisero di sottomettersi ad Assisi per sfuggire alle mire espansionistiche di Foligno; il territorio riacquistò la sua autonomia nel 1300 per volere di papa Bonifacio VIII. Dal 1383 al 1439 la carica di visconte della Valle del Topino fu esercitata dai Trinci, signori di Foligno: durante il vicariato di Corrado Trinci, nel 1434, furono emanati gli Statuti che, con successivi aggiornamenti, rimasero in vigore fino al 1816.
Durante tutto il medioevo la popolazione rimase prevalentemente stanziata nella zona collinare e l’insediamento a valle era riservato soprattutto a coloro che traevano profitto dal transito sulla via Flaminia, come albergatori e riparatori di carri. Dalla seconda metà del 1400, con il probabile scopo di garantire un’autonomia economica ai valligiani, venne istituita la fiera di San Bernardino, che si svolgeva alla confluenza del fiume Topino con il Fosso dell’Anna, nelle cui vicinanze era stata edificata anche la chiesa di San Pietro de Cerqua. Cerqua divenne il nome del villaggio sorto a cavallo della via Flaminia, corrispondente all’attuale Borgo di Valtopina, ed il toponimo, presente fino al secolo scorso nella cartografia ufficiale, è tuttora usato dai suoi abitanti.
Fino al 1800 la maggior parte della popolazione risiedeva negli antichi borghi collinari ed il castello del Poggio manteneva ancora la sua funzione di sede amministrativa, ma con la costruzione della linea ferroviaria Roma-Ancona ed il progressivo spostamento delle attività economiche a fondovalle anche la sede municipale nel 1867 fu trasferita alla Villa della Cerqua, in seguito chiamata Valtopina. Dal 1927 al 1947, durante il regime fascista, Valtopina fu aggregata al Comune di Foligno, ma nel 1948, grazie all'interessamento dei rappresentanti della comunità, riconquistò la sua antica autonomia.  Archiviato il 30 gennaio 2021 in Internet Archive.

## Clima
La stazione meteorologica di Valtopina è la stazione meteorologica di riferimento per la città di Valtopina.
In base alla media trentennale di riferimento 1961-1990, la temperatura media del mese più freddo, gennaio, si attesta a +3,6 °C; quella del mese più caldo, luglio, è di +23,1 °C.
Le precipitazioni medie annue si aggirano attorno ai 900 mm, mediamente distribuite in 99 giorni, con un minimo relativo in estate ed un picco in autunno. 
La neve fa la sua apparizione circa cinque volte l'anno in paese, alcune volte anche con accumuli molto significativi. In media ci sono 53 giorni di gelo all'anno.
| Valtopina                    | Mesi | Mesi | Mesi | Mesi | Mesi | Mesi | Mesi | Mesi | Mesi | Mesi | Mesi | Mesi | Stagioni | Stagioni | Stagioni | Stagioni | Anno |
| Valtopina                    | Gen  | Feb  | Mar  | Apr  | Mag  | Giu  | Lug  | Ago  | Set  | Ott  | Nov  | Dic  | Inv      | Pri      | Est      | Aut      | Anno |
| ---------------------------- | ---- | ---- | ---- | ---- | ---- | ---- | ---- | ---- | ---- | ---- | ---- | ---- | -------- | -------- | -------- | -------- | ---- |
| T. max. media (°C)           | 7,4  | 9,7  | 13,6 | 17,0 | 21,6 | 25,9 | 30,1 | 30,2 | 25,5 | 18,8 | 11,9 | 8,3  | 8,5      | 17,4     | 28,7     | 18,7     | 18,3 |
| T. min. media (°C)           | −1,0 | 0,3  | 3,2  | 6,4  | 10,1 | 13,6 | 16,1 | 16,0 | 12,7 | 9,0  | 4,6  | 1,1  | 0,1      | 6,6      | 15,2     | 8,8      | 7,7  |
| Giorni di gelo (Tmin ≤ 0 °C) | 17   | 14   | 7    | 0    | 0    | 0    | 0    | 0    | 0    | 0    | 4    | 12   | 43       | 7        | 0        | 4        | 54   |
| Precipitazioni (mm)          | 71   | 73   | 69   | 80   | 79   | 59   | 36   | 59   | 78   | 82   | 100  | 84   | 228      | 228      | 154      | 260      | 870  |
| Giorni di pioggia            | 8    | 9    | 8    | 9    | 10   | 7    | 4    | 6    | 8    | 9    | 11   | 10   | 27       | 27       | 17       | 28       | 99   |

## Società

### Evoluzione demografica
Abitanti censiti

## Amministrazione
| Periodo          | Periodo          | Primo cittadino        | Partito                                                       | Carica      | Note  |
| ---------------- | ---------------- | ---------------------- | ------------------------------------------------------------- | ----------- | ----- |
| 13 gennaio 1989  | 22 novembre 1993 | Giancarlo Picchiarelli | Partito Comunista Italiano Partito Democratico della Sinistra | Sindaco     | [ 6 ] |
| 12 dicembre 1993 | 16 novembre 1997 | Giancarlo Picchiarelli | Partito Democratico della Sinistra                            | Sindaco     | [ 6 ] |
| 17 novembre 1997 | 27 maggio 2002   | Giancarlo Picchiarelli | Partito Democratico della Sinistra                            | Sindaco     | [ 6 ] |
| 28 maggio 2002   | 28 maggio 2007   | Giuseppe Mariucci      | Centro-sinistra                                               | Sindaco     | [ 6 ] |
| 29 maggio 2007   | 6 maggio 2012    | Giuseppe Mariucci      | Lista civica                                                  | Sindaco     | [ 6 ] |
| 7 maggio 2012    | 11 giugno 2017   | Danilo Cosimetti       | Lavoro, Sicurezza e Solidarietà                               | Sindaco     | [ 6 ] |
| 12 giugno 2017   | 18 novembre 2021 | Lodovico Baldini       | Noi per Valtopina                                             | Sindaco     | [ 6 ] |
| 18 novembre 2021 | 12 giugno 2022   | Marco Migliosi         |                                                               | Comm. pref. | [ 6 ] |
| 13 giugno 2022   | in carica        | Gabriele Coccia        | Valtopina progetto comune                                     | Sindaco     | [ 6 ] |

## Turismo
Nel territorio di Valtopina, tra il paese e la località di Capodacqua, sorge l'antico castello medioevale di Gallano, la cui esistenza è attestata fin dall'XI secolo. Il castello prosperò durante la dominazione dei Trinci, signori di Foligno, di cui fu un'importante roccaforte, ed iniziò a decadere dopo la fine della stessa. Recentemente ristrutturato, ospita una struttura ricettiva.